# Vasiliki Kallimogianni
Vasiliki Kallimogianni (griechisch Βασιλική Καλλιμογιάννη, * 13. November 2004) ist eine griechische Leichtathletin, die im Langstrecken- und Hindernislauf an den Start geht.

## Sportliche Laufbahn
Erste internationale Erfahrungen sammelte Vasiliki Kallimogianni im Jahr 2021, als sie bei den U20-Europameisterschaften in Tallinn in 10:36,49 min auf den elften Platz über 3000 m Hindernis gelangte. Im Jahr darauf belegte sie bei den U20-Balkan-Hallenmeisterschaften in Belgrad in 4:27,36 min den sechsten Platz im 1500-Meter-Lauf und im August schied sie bei den U20-Weltmeisterschaften in Cali mit 10:58,34 min in der Vorrunde im Hindernislauf aus. Im Dezember wurde sie dann bei den Crosslauf-Europameisterschaften in Turin nach 14:50 min 68. im U20-Rennen. 2023 gewann sie bei den U20-Europameisterschaften in Jerusalem in 10:8,44 min die Bronzemedaille über 3000 m Hindernis und im Jahr darauf kam sie bei den U23-Mittelmeer-Meisterschaften in Ismailia nicht ins Ziel. 2025 belegte sie dann in 9:34,01 min den fünften Platz im 3000-Meter-Lauf bei den Balkan-Hallenmeisterschaften in Belgrad.
2024 wurde Kallimogianni griechische Meisterin im 3000-Meter-Hindernislauf.

## Persönliche Bestleistungen
- 1500 Meter: 4:25,58 min, 8. Juni 2024 in Thessaloniki
  - 1500 Meter (Halle): 4:37,26 min, 12. Februar 2022 in Belgrad
- 3000 Meter: 10:12,86 min, 2. August 2020 in Ioannina
  - 3000 Meter (Halle): 9:32,56 min, 1. Februar 2025 in Budapest
- 3000 m Hindernis: 10:01,61 min, 29. Juni 2024 in Volos